# Хамзин, Аскар Халилович
ПОКАЗАТЬ_ЗАГОЛОВОК

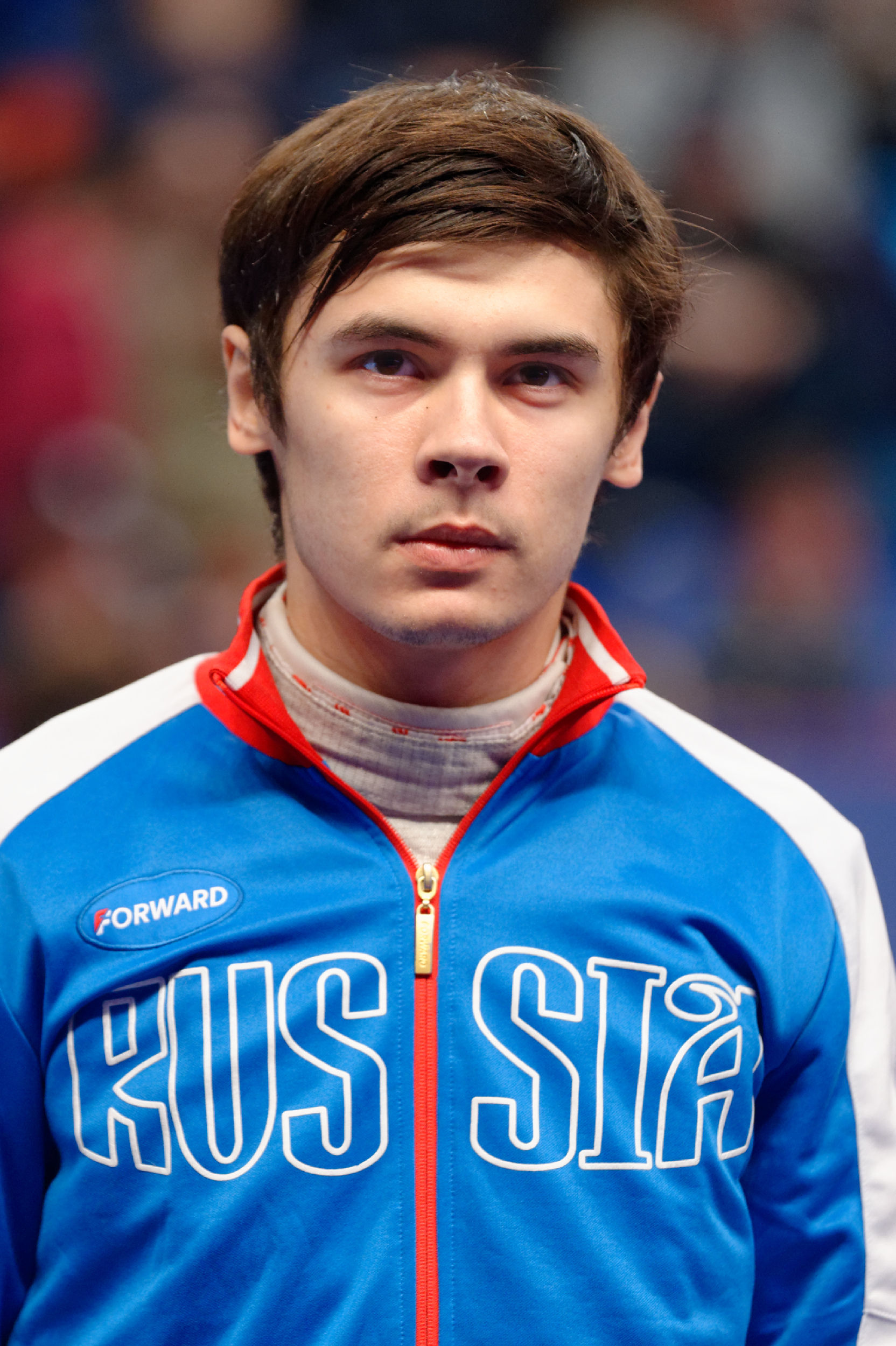
Аскар Хамзин на Этапе кубка мира в Париже, 2017 год

Хамзин, Аскар Халилович (род. 1 июля 1994, Уфа, Республика Башкортостан) — российский фехтовальщик на рапирах, двукратный призер Всемирной Универсиады 2017 года и 2019 года в командном первенстве, бронзовый призер первенства Европы, четырехкратный чемпион России, многократный обладатель кубка России,  мастер спорта России.
Хамзин Аскар Халилович родился 1 июля 1994 года в городе Уфе. Первый тренер — Ольга Шагаева. Спортсмен фехтует правой рукой. Закончил Финансовый университет при правительстве Российской Федерации и Башкирский институт физической культуры. Мать — заслуженная артистка республики Башкортостан Фарида Иркина. Отец — Халил Хамзин. У Аскара есть брат-близнец  Эрнст, также член молодежной сборной России по фехтованию.
1. 1 2  Хамзин Аскар Халилович - Федерация Фехтования Республики Башкортостан. bashfencing.ru. Дата обращения: 14 августа 2025.